# 전력 분석

차분 전력 분석 공격 다이어그램.

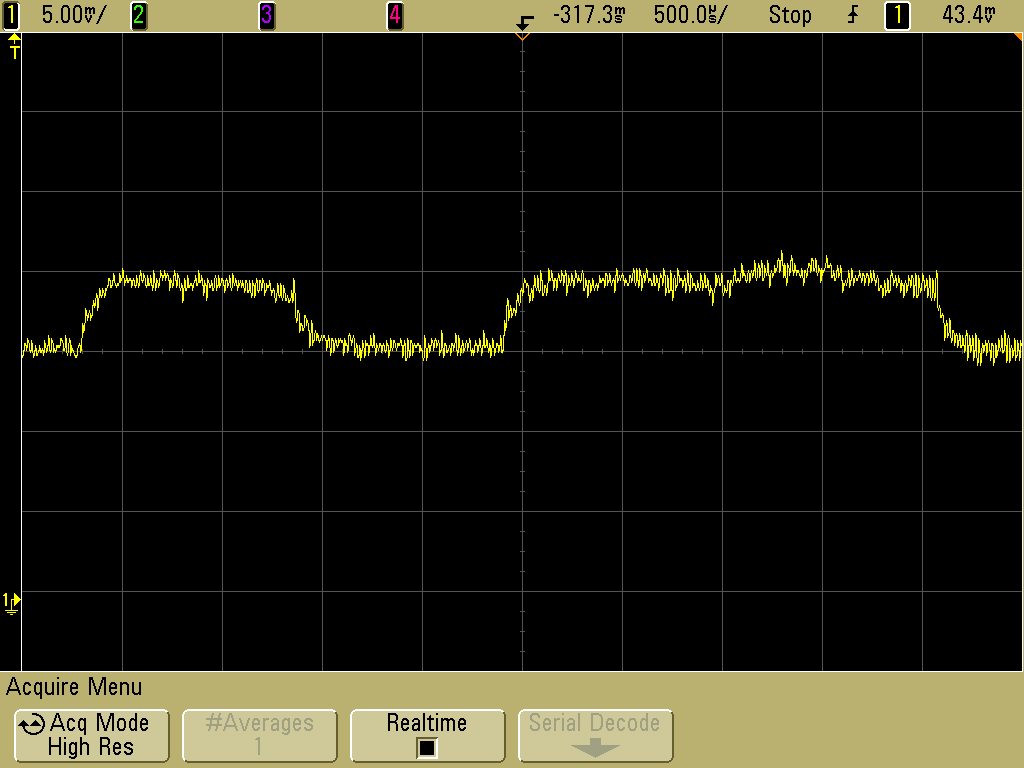
전력 분석을 사용한 RSA 키 비트 관찰.

암호학에서 전력 분석(power analysis)은 부채널 공격의 일종으로, 공격자가 암호 하드웨어 장치(예: 스마트카드, 템퍼 저항 블랙박스, 집적 회로)의 전력 소비량을 연구한다. 이 공격은 비침습적으로 암호키와 기타 기밀 정보를 장치로부터 추출한다.
단순 전력 분석(simple power analysis, SPA)은 시각적으로 해석하는 전력 트레이스나 시간이 지남에 따른 전기 활동 그래프를 수반한다. 차분 전력 분석(differential power analysis, DPA)은 더 진보된 형태의 전력 분석이며 공격자가 여러 암호화 작업으로부터 수집된 데이터 통계 분석을 통해 암호화 연산 내의 중간값을 계산할 수 있도록 할 수 있다. SPA와 DPA 모두 1998년 Paul Kocher, Joshua Jaffe, Benjamin Jun에 의해 공개 암호 연구 커뮤니티에 소개되었다.